# Maurice Martin (halterófilo)
Maurice Martin (nacido el 18 de noviembre de 1884, fecha de muerte desconocida) era un levantador de pesas francés. Compitió en el evento masculino de peso pluma en la 1924 olimpiada de Verano, siendo el levantador con mayor edad dentro de dicha competencia (39 años y 276 días).